# Нотингамшир
Нотингамшир (енгл. Nottinghamshire) је традиционална грофовија у енглеској области Источни Мидлендс. Граничи се са грофовијама: Јужни Јоркшир, Линколншир, Лестершир и Дарбишир. Историјска престоница области је град Нотингам, али је веће Нотингамшира данас смештено у Вест Бриџфорду на супротној обали реке Трент.
У грофовији живи више од милион људи. Преко половине њих живи у ширем подручју града Нотингама.

## Администрација
Веће Нотингамшира окупља седам локалних управних јединица: Ешфилд, Басетло, Брокстоу, Гедлинг, Менсфилд, Њуарк и Шервуд, Рашклиф. Град Нотингам је од 1998. аутономан и данас се помиње као историјски део Нотингамшира.

## Партнерски градови
- Познањ